# Gerardo Werthein
Gerardo Werthein (Buenos Aires, 3 de diciembre de 1955) es un médico veterinario y empresario argentino. Es el ministro de Relaciones Exteriores, Comercio Internacional y Culto, desde el 31 de octubre de 2024 y anteriormente ocupó el cargo de embajador argentino en Estados Unidos desde el comienzo de la presidencia de Javier Milei.
Se desempeñó como presidente del Comité Olímpico Argentino (COA) entre 2009 y 2021, y además fue miembro del Comité Olímpico Internacional (COI) y del Olympic Broadcasting Services (OBS) desde 2011. Ingresó al Comité Ejecutivo del Comité Olímpico Internacional en 2020. Durante su gestión, Buenos Aires fue designada sede de los Juegos Olímpicos de la Juventud Buenos Aires 2018, que se realizaron durante el mes de octubre de ese año.

## Biografía

### Familia
Werthein nació en el seno de una familia rusa de orígenes judíos. Su bisabuelo Leon Werthein emigró junto con su esposa desde Besarabia a la Argentina en 1904, escapando de la persecución del pueblo judío por parte del Imperio ruso. La familia Werthein comenzó una extensa actividad ganadera en el país, llegando a formar uno de los conglomerados económicos más importantes de Argentina, el Grupo Werthein que, entre otros negocios, llegaron a ser propietarios de la empresa de telefonía Telecom.

### Trayectoria
Apasionado de los equinos, estudió Ciencias Veterinarias en la Universidad de Buenos Aires, y practicó equitación de manera profesional, mientras combinaba sus obligaciones empresariales familiares, como la dirección de Telecom. Finalmente, decidió dedicarse de lleno a la dirigencia deportiva y a la promoción de los deportes de alta competencia —impulsó un impuesto sobre la telefonía móvil para financiar el Centro Nacional de Alto Rendimiento Deportivo–, logrando la presidencia del Comité Olímpico Argentino en 2009. Estando al frente del Comité Olímpico Argentino, Buenos Aires fue electa como sede de los Juegos Olímpicos de la Juventud de Buenos Aires 2018, siendo la primera vez que el país alojó un evento del COI.
En 2023, junto a los empresarios Gabriel Hochbaum y Bettina Bulgheroni, adquieren la sociedad FLY TDF SA con la cual, asociados al periodista Luis Majul, compran la señal de radio 107.9 que pasa a llamarse El Observador.

### Embajador en los Estados Unidos
Tras la victoria electoral de Javier Milei en las elecciones presidenciales de 2023, Werthein acompañó a Milei a un viaje a Nueva York y se encontró presente en las reuniones que Milei mantuvo con distintas figuras, entre ellas Bill Clinton. Tras la asunción presidencial de Milei, fue nominado por él como embajador argentino en los Estados Unidos. Finalmente, su pliego fue aprobado por el Senado de la Nación Argentina el 18 de abril de 2024.

### Canciller
El 30 de octubre de 2024, la canciller Diana Mondino fue destituida debido a su voto favorable al levantamiento del embargo a Cuba en las Naciones Unidas. En respuesta, el presidente Javier Milei lo designó como nuevo ministro de Relaciones Exteriores, asumiendo este último el cargo de canciller en la misma fecha.
Ese mismo día, en declaraciones a periodistas de TN, el presidente Milei anunció que Werthein tendría la responsabilidad de elegir a su sucesor para cubrir la vacante de embajador en los Estados Unidos.